# Activision
Activision est une entreprise américaine de développement et d'édition de jeux vidéo, créée en 1979. À partir de 2007, la société constitue avec Blizzard Entertainment l'éditeur Activision Blizzard, qui appartient au conglomérat français Vivendi avant de devenir indépendant en 2013.
Activision est le premier éditeur de jeux vidéo pour consoles aux États-Unis. Ses premiers produits sont des cartouches pour l'Atari 2600. En 2005, Activision est le deuxième éditeur de jeux vidéo au monde, derrière Electronic Arts. Le 2 décembre 2007, Vivendi rachète Activision et engage une fusion avec Blizzard Entertainment pour donner naissance à Activision Blizzard, le plus gros éditeur mondial. L'éditeur conforte sa place de géant mondial du jeu vidéo en rachetant l'entreprise King pour 6 milliards de dollars.
Activision édite notamment les jeux vidéo des séries Tony Hawk's, Crash Bandicoot et Call of Duty.

## Histoire

### Débuts
Avant la création d'Activision, les jeux vidéo étaient développés spécifiquement par les fabricants des consoles pour leur matériel ; par exemple, Atari était le seul éditeur pour l'Atari 2600. Cette pratique pénalisait particulièrement les développeurs de jeux, puisqu'ils ne recevaient aucune prime pour les jeux ayant eu un minimum de succès et n'étaient même pas mentionnés dans les modes d'emploi. Quand certains jeux vidéo se transformèrent en succès rapportant plusieurs millions de dollars, plusieurs programmeurs décidèrent qu'ils en avaient assez et quittèrent leur compagnie.
Activision était le premier éditeur tiers pour la 2600. La compagnie a été fondée par Jim Levy, ancien directeur de l'industrie musicale, et par les anciens programmeurs d'Atari David Crane, Larry Kaplan, Alan Miller et Bob Whitehead. Contrairement à Atari, qui ne mentionnait pas ses programmeurs lorsqu'il éditait des jeux, Levy prit l'habitude de promouvoir à la fois les jeux et les créateurs.
Le départ des quatre programmeurs, qui avaient par ailleurs conçu plus de la moitié des jeux vendus par Atari, a causé une bataille judiciaire entre les deux compagnies qui ne s'est finalement résolue qu'en 1982. Tandis que le marché du jeu vidéo commençait à décliner, Activision étendait ses activités, produisant des titres pour les consoles aussi bien que pour les ordinateurs personnels et faisant l'acquisition de petits éditeurs.
En 1982, Activision a sorti Pitfall!, : un des précurseurs du jeu de plate-forme, ce fut le titre le plus vendu sur la 2600 ; grâce à ce succès, l'équipe, dont les prouesses techniques étaient déjà démontrées, acquit une certaine notoriété et le genre « plateforme » devint, au cours des années 1980, un genre très populaire. Précurseur des jeux d'arcade, ce succès vidéoludique fut de nombreuses fois copié en une multitude de clones.
En 1985, Activision a fusionné avec Infocom, pionnier en matière de jeux d'aventure. Jim Levy était un grand admirateur des titres d'Infocom et voulait que cette compagnie en difficulté reste solvable. Mais six mois environ après leur « mariage », Bruce Davis devint PDG d'Activision ; opposé à cette fusion dès le début, Davis insista pour qu'Infocom modifie ses politiques commerciales, avec pour conséquence une décroissance dramatique des ventes. Finalement en 1989, après plusieurs années de pertes, Activision ferma les studios d'Infocom de Cambridge, Massachusetts relocalisant seulement 11 des 26 employés dans les nouveaux quartiers généraux d'Activision à Silicon Valley ; seuls cinq employés acceptèrent.
En 1988, Activision commença à travailler sur d'autres types de logiciel, comme les applications d'affaires ; pour mieux représenter tous ses secteurs d'activité, Activision changea son nom en Mediagenic (beaucoup de gens croient que Mediagenic est une compagnie qui a acheté Activision, mais ce n'est qu'un nom différent pour la compagnie auparavant appelée Activision). Depuis ce changement, Mediagenic a continué à utiliser largement la marque Activision dans ses jeux vidéo pour les nombreux systèmes sur lesquels ils étaient édités, particulièrement sur la Nintendo Entertainment System, la Sega Master System, l'Atari 7800, Commodore 64 et Amiga. La décision d'étendre ses domaines d'activités se révéla être mauvaise, puisqu'en 1992, Mediagenic déposa une demande pour être placée sous la protection du chapitre 11 de la loi sur les faillites des États-Unis. L'époque du premier Activision était révolue.

### Le nouvel Activision
L'échec de Mediagenic entraina une réorganisation et une fusion avec The Disc Company. À la suite de cette banqueroute, Mediagenic reprit son tout premier nom, Activision, dans l'État de Delaware durant le mois de décembre 1992. Activision décida de quitter Silicon Valley pour la Californie du Sud. Tandis qu'il se remettait de sa faillite, Activision développa des jeux pour PC et consoles, tout en faisant des acquisitions stratégiques. Activision décida alors de ne se concentrer que sur le monde vidéoludique.
En 2003, Activision a été l'objet d'une enquête par la U.S. Securities and Exchange Commission, comme plusieurs autres éditeurs de jeux, pour ses pratiques de comptabilité douteuses afin d'alléger prétendument ses résultats trimestriels.
En 2004, la compagnie a fêté son 25e anniversaire de fondation et a déclaré un revenu record, en plus d'une douzième année consécutive de croissance de son chiffre d'affaires.
En 2006, Activision sort le jeu Guitar Hero, qui obtient un énorme succès mondial. La franchise dépasse le milliard de dollars de ventes.
En 2007, Activision acquiert les droits de la licence James Bond, détenue jusqu'alors par le géant Electronic Arts. Le premier jeu, 007: Quantum of Solace, sort en même temps que le film homonyme le 31 octobre 2008,.
Activision sort en 2010 deux nouveaux jeux estampillés James Bond : le premier, qui est une aventure inédite intitulée Blood Stone 007, sort sur PC, Xbox 360, PlayStation 3 et Nindendo DS ; le deuxième est, quant à lui, à la fois un remake et un hommage au GoldenEye de la Nintendo 64, sobrement intitulé GoldenEye 007, et disponible exclusivement sur Wii.

### Rachat par Vivendi Games
Le 2 décembre 2007, Vivendi annonce prendre 50 % du capital d'Activision, par un apport de Vivendi Games et de trésorerie, soit une transaction de 18,9 milliards de dollars. L'ensemble s'appelle désormais Activision Blizzard, Blizzard étant la principale composante de Vivendi Games.
Activision Blizzard redevient indépendant à la fin de l'année 2013.

### Rachat par Microsoft
Le 18 janvier 2022, Microsoft annonce le rachat du groupe Activision Blizzard King pour 68,7 milliards de dollars,. Cette opération fait plonger l'action Sony de 13 % à la bourse de Tokyo, les réactions dans les médias qualifiant ce rachat de plus gros deal de l'histoire du jeu vidéo, accordant à Microsoft une place majeure dans cet écosystème, devenant la troisième entreprise dans le jeu vidéo derrière Sony et Tencent.  Afin de mener ce rachat à bien et pour s'assurer le soutien des régulateurs, Microsoft signe plusieurs accords avec des acteurs du milieu. Ainsi, le groupe s'engage à rendre la licence Call of Duty disponible pendant dix ans sur les consoles Nintendo. De la même manière, Microsoft trouve un accord avec Nvidia pour rendre  les jeux de Xbox Game Studios disponible sur le service de cloud gaming Geforce Now.
Ces différents accords ne suffisent pas à satisfaire la FTC et la CMA. Les deux autorités de régulations s'inquiètent de la possibilité que cette acquisition puisse mener Microsoft à une situation monopolistique notamment sur le cloud pour la CMA et sur le marché des consoles de jeux pour la FTC.  En avril 2023, le régulateur de la concurrence britannique annonce donc son opposition au rachat, tout comme la FTC. À la suite de cela Microsoft annonce faire appel de cette décision. Le 15 mai 2023, la Commission européenne donne son feu vert pour le rachat mais l'autorité américaine de la concurrence s'oppose au rachat en juin de la même année. En octobre 2023, le régulateur de la concurrence britannique émet un nouvel avis qui devient favorable à cette acquisition.
Le 14 octobre 2023, Activision rejoint la famille Xbox.
Le 6 décembre 2023, les avocats représentant la FTC et Microsoft ont comparu devant trois juges de la Cour d'appel du neuvième circuit des États-Unis en raison de l'appel porté par la FTC.
En 2024, l'ensemble Activision - Xbox va licencier 1900 salariés (soit 8% de l'effectif total de 22.000 salariés).

## Actionnaires
Liste des principaux actionnaires au 13 novembre 2019.
| The Vanguard Group                  | 7,31 % |
| Capital Research & Management .W.I. | 7,31 % |
| Fidelity Management & Research      | 6,29 % |
| Capital Research & Management I.I.  | 5,80 % |
| SSgA Funds Management               | 4,29 % |
| BlackRock Fund Advisors             | 2,38 % |
| Janus Capital Management            | 1,84 % |
| Axon Capital                        | 1,81 % |
| JDS Capital Management,             | 1,50 % |
| Capital Research & Management G.0.  | 1,43 % |

## Studios

### Actuels
- Beachhead Studio, situé à Santa Monica, fondé en février 2011.
- Beenox, situé à Québec, fondé en mai 2000, acheté en mai 2005.
- Demonware, situé à Dublin et Vancouver, fondé en 2003, acheté en mai 2007.
- High Moon Studios, situé à San Diego, fondé en avril 2001, acheté en janvier 2006.
- Infinity Ward, situé à Los Angeles, fondé en 2002, acheté en octobre 2003.
- Raven Software, situé à Madison, fondé en 1990, acheté en 1997.
- Sledgehammer Games, situé à Foster City, fondé en novembre 2009.
- Toys For Bob, situé à Novato, fondé en 1989, acheté en mai 2005.
- Treyarch, situé à Santa Monica, fondé en 1996, acheté en 2001.

### Fermés
- 7 Studios, situé à Los Angeles, Salt Lake City et Taipei, fondé en 1999, acheté en avril 2009, et fermé en février 2011[21].
- Bizarre Creations, situé à Liverpool, fondé en 1987, acheté en septembre 2007, et fermé en février 2011[22].
- Budcat Creations, situé à Las Vegas, fondé en septembre 2000, acheté en novembre 2008, et fermé en novembre 2010[23].
- Gray Matter Interactive, basé en Californie du Sud, acheté en janvier 2002, et fusionné avec Treyarch en 2005.
- Infocom, situé à Cambridge, acheté en 1986, et fermé en 1989.
- Luxoflux, situé à Santa Monica, fondé en janvier 1997, acheté en octobre 2002, et fermé en février 2010[24].
- Neversoft, situé à Los Angeles, fondé en juillet 1994, acheté en octobre 1999, fermé en 2014.
- Radical Entertainment, situé à Vancouver, fondé en 1991, acheté en 2005, et fermé en 2012.
- RedOctane, situé à Mountain View, fondé en novembre 2005, acheté en 2006, et fermé en février 2010[25].
- Shaba Games, situé à San Francisco, fondé en septembre 1997, acheté en 2002, et fermé en octobre 2009[26],[27].
- Sierra Entertainment, situé à Los Angeles, fondé en 1979, acquis lors de l'achat par Vivendi Games en 2008, fermé en 2008.
- Underground Development, basé Foster City, fondé en 1994, acheté en mai 2002, et fermé en février 2010[25].
- Vicarious Visions, situé à Albany, fondé en 1990, acheté en janvier 2005 et fermé en janvier 2021

### Vendus
- Wanako Studios, situé à New York, fondé en 2005, acheté par Vivendi Games en février 2007 puis vendu au studio Artificial Mind and Movement en novembre 2008.
- Swordfish Studios, situé à Birmingham, fondé en septembre 2002, acheté par Vivendi Games en juin 2005 puis vendu à Codemasters en novembre 2008.
- Massive Entertainment, situé à Malmö, fondé en 1987, acheté par Vivendi Games en 2002, vendu à Ubisoft en novembre 2008.
- FreeStyleGames, situé à Leamington Spa, fondé en 2002, acheté par Activision en septembre 2008. Racheté par Ubisoft et renommé Ubisoft Leamington en 2017.

### Autres labels
Durant la deuxième moitié des années 1980, certains jeux édités par la compagnie sur micro-ordinateurs sont sortis sous les labels d'édition « Electric Dreams Software », « Gamestar » et « Triple Six ».

## Liste de jeux notables édités par Activision
- 007 Legends (2012)
- The Amazing Spider-Man (2012)
- The Amazing Spider-Man 2 (2014)
- Apocalypse (1998)
- Asteroids (version de 1998, basée sur le classique)
- Band Hero (2009)
- Battlezone (1989)
- Battlezone II: Combat Commander (1999)
- Beamrider (1983)
- Blast Chamber
- Big Rigs: Over the Road Racing (2003)
- Call of Duty (2003)
- Call of Duty : La Grande Offensive (2004)
- Call of Duty : le Jour de gloire (2004)
- Call of Duty 2 (2005)
- Call of Duty 2: Big Red One (2005)
- Call of Duty 3 : En marche vers Paris (2006)
- Call of Duty 4: Modern Warfare (2007)
- Call of Duty: World at War (2008)
- Call of Duty: Modern Warfare 2 (2009)
- Call of Duty: Black Ops (2010)
- Call of Duty: Modern Warfare 3 (2011)
- Call of Duty: Black Ops II (2012)
- Call of Duty: Ghosts (2013)
- Call of Duty: Advanced Warfare (2014)
- Call of Duty: Black Ops III (2015)
- Call of Duty: Infinite Warfare (2016)
- Call of Duty: WWII (2017)
- Call of Duty: Black Ops IIII (2018)
- Call of Duty: Modern Warfare (2019)
- Call of Duty: Warzone (2020)
- Call of Duty: Black Ops Cold War (2020)
- Call of Duty: Vanguard (2021)
- Call of Duty: Modern Warfare II (2022)
- Call of Duty: Warzone 2.0 (2022)
- Call of Duty: Modern Warfare III (2023)
- Call of Duty: Black Ops 6 (2024)
- Call of Duty: Black Ops 7 (2025)
- Crash : Génération Mutant (2008)
- Crash Bandicoot: N. Sane Trilogy (2017)
- Crash Team Racing: Nitro-Fueled (2019)
- Crash Bandicoot 4: It's About Time (2020)
- Crash Team Rumble (2023)
- Cut the rope : Triple treat
- Cyborg Hunter (1988)
- Decathlon (1992)
- Destiny (2014)
- Destiny 2 (2017)
- DJ Hero (2009)
- DJ Hero 2 (2010)
- The Dreadnaught Factor (1983)
- Dragons (2010)
- DreamWorks Super Star Kartz (2011)
- Empires : L'Aube d'un monde nouveau (2003)
- Enduro (1983)
- Gang de requins (2004)
- Ghostbusters (1984)
- GoldenEye 007 (2010)
- Grand Prix
- Great American Cross-Country Road Race (The)
- Greg Hastings Tournament Paintball (2004)
- Greg Hastings Tournament Paintball MAX'D
- Guitar Hero II (2007)
- Guitar Hero: Rocks the 80s (2007)
- Guitar Hero III: Legends of Rock (2007)
- Guitar Hero: World Tour (2008)
- Guitar Hero 5 (2009)
- Guitar Hero: Warriors of Rock (2010)
- Guitar Hero Live (2015)
- GUN (2005)
- Hacker (1985)
- Hacker II: The Doomsday Papers
- Heretic II (1998)
- H.E.R.O. (1984)
- Hexen II (1997)
- Intellivision Classics
- Interstate '76 (1997)
- Interstate '82 (1999)
- Kaboom! (1981)
- Keystone Kapers (1983)
- The Lion King: Simba's Mighty Adventure (2000)
- Little Computer People (1985)
- Lost Kingdoms (2002)
- Lost Kingdoms II (2003)
- Madagascar (2005)
- Madagascar 2 (2008)
- Madagascar : Opération Pingouins (2005)
- Madagascar Kartz (2009)
- The Manhole (1992)
- Marvel Ultimate Alliance (2006)
- Marvel: Ultimate Alliance 2 (2009)
- Mat Hoffman's Pro BMX (2001)
- Mat Hoffman's Pro BMX 2 (2002)
- MechWarrior (1989)
- MechWarrior 2: 31st Century Combat (1995)
- MechWarrior 2: Ghost Bear's Legacy (1995)
- Megamania (1982)
- Minority Report: Everybody Runs (2002)
- Nightmare Creatures (1997)
- Nightmare Creatures II (2000)
- Nos voisins, les hommes (2006)
- Paintworks Plus
- Pitfall! (1982)
- Pitfall II: Lost Caverns (1984)
- Pitfall: The Mayan Adventure (1994)
- Plaque Attack
- Power Move Pro Wrestling (1995)
- Prototype (2009)
- Prototype 2 (2012)
- Quake II (1997)
- Quake III Arena (1999)
- Quake 4 (2005)
- Return to Castle Wolfenstein (2001)
- River Raid (1982)
- Sekiro: Shadows Die Twice (2019)
- Shanghai (1986)
- Shrek: Super Slam (2005)
- Shrek Smash n'Crash Racing (2006)
- Shrek 2 (2004)
- Shrek 2 : La Charge zéroïque (2004)
- Shrek le troisième (2007)
- Skylanders: Giants (2012)
- Skylanders: Imaginators (2016)
- Skylanders: Spyro's Adventure (2011)
- Skylanders: SuperChargers (2015)
- Skylanders: Swap Force (2013)
- Skylanders: Trap Team (2014)
- Soldier of Fortune (2000)
- Soldier of Fortune II: Double Helix (2002)
- Spider-Man (2000)
- Spider-Man 2 : La Revanche d'Electro (2001)
- Spider-Man: Mysterio's Menace (2001)
- Spider-Man 2: The Sinister Six (2001)
- Spider-Man: The Movie (2002)
- Spider-Man 2: The Movie (2004)
- Spider-Man 3 (2007)
- Spider-Man : Allié ou Ennemi (2007)
- Spider-Man : Bataille pour New York (2006)
- Spider-Man : Dimensions (2010)
- Spider-Man : Aux frontières du temps (2011)
- Spider-Man : Le Règne des ombres (2008)
- Spycraft: The Great Game (1996)
- Star Trek: Armada (2000)
- Star Trek: Armada II (2002)
- Star Trek: Away Team (2001)
- Star Trek: Bridge Commander (2002)
- Star Trek Voyager: Elite Force (2000)
- Star Trek: Elite Force II (2003)
- Star Trek: Starfleet Command III (2002)
- Tass Times In Tonetown
- The Movies (2005)
- The Invincible Iron Man (2002)
- Tony Hawk's Pro Skater (1999)
- Tony Hawk's Pro Skater 2 (2000)
- Tony Hawk's Pro Skater 3 (2001)
- Tony Hawk's Pro Skater 4 (2002)
- Tony Hawk's Underground (2003)
- Tony Hawk's Underground 2 (2004)
- Tony Hawk's American Wasteland (2005)
- Tony Hawk's Project 8 (2006)
- Tony Hawk: Shred (2010)
- Tony Hawk's Pro Skater HD (2012)
- Tony Hawk's Pro Skater 5 (2015)
- Tony Hawk's Pro Skater 1 + 2 (2020)
- The Transformers (1985)
- The Transformers: The Battle to Save the Earth (1986)
- Transformers, le jeu (2007)
- Transformers Animated: The Game (2008)
- Transformers : La Revanche (2009)
- Transformers : La Guerre pour Cybertron (2010)
- Transformers 3 : La Face cachée de la Lune (2011)
- Transformers : La Chute de Cybertron (2012)
- Transformers: Prime - The Game (2012)
- Transformers: Rise of the Dark Spark (2014)
- Transformers: Devastation (2015)
- True Crime: Streets of LA (2003)
- True Crime: New York City (2005)
- The Walking Dead: Survival Instinct (2013)
- Ultimate Spider-Man (2005)
- Vigilante 8 (1998)
- Vigilante 8: Second Offense (1999)
- Vampire: The Masquerade - Bloodlines (2004)
- Vampire : La Mascarade - Rédemption (2000)
- Wolfenstein: Enemy Territory (2003)
- World Championship Sports: Summer (2009)
- World Series of Poker (2005)
- X-Men, le jeu officiel (2006)
- X-Men Legends (2004)
- X-Men Legends II : L'Avènement d'Apocalypse (2005)
- X-Men 2 : La Vengeance de Wolverine (2003)
- X-Men: Destiny (2011)
- X-Men: Mutant Academy (2000)
- X-Men: Mutant Academy 2 (2001)
- X-Men: Mutant Wars (2000)
- X-Men: Next Dimension (2002)
- X-Men Origins: Wolverine (2009)
- X-Men: Reign of Apocalypse (2001)
- X-Men: Wolverine's Rage (2001)
- Zork: Grand Inquisitor (1997)
- Zork Nemesis (1996)